# Nigrum Pullum
 (septembre 2012).
Si vous disposez d'ouvrages ou d'articles de référence ou si vous connaissez des sites web de qualité traitant du thème abordé ici, merci de compléter l'article en donnant les références utiles à sa vérifiabilité et en les liant à la section « Notes et références ».
Nigrum Pullum - aujourd'hui Zwammerdam - est un petit castellum romain en bois sur les Limes de Germanie inférieure qui contrôle le confluent d'une petite rivière, la Meije avec le Vieux Rhin.

## CastellumNigrum Pullum
Le nom signifie "terre noire", par référence à la lande sombre.
Nigrum Pullum est construit vers 47 par le général Gnaeus Domitius Corbulo qui réorganisait la défense de cette zone.
Démoli en 79 pendant la révolte des Bataves, il est immédiatement reconstruit en 80. Il est encore reconstruit, cette fois en pierres et briques après 175, probablement lors de la présence de Didius Julianus, un gouverneur connu pour avoir construit le castellum de Maldegem. Les tuiles retrouvées sont celles de la légion XXX Ulpia Victrix du Castra Vetera de Colonia Ulpia Traiana - aujourd'hui Xanten - peuvent laisser penser que c'est aussi cette légion qui a construit ce castellum.
Nigrum Pullum est brûlé vers 185, et semble ne pas avoir été reconstruit.
Les fondations furent découvertes et mises au jour en 1971, celles de la porte Sud et du quartier général sont visibles au début du Hooge Burgh, qui est au sud de la route principale.
Au Nord-Est du castellum se trouvait un quai le long du Vieux Rhin où les archéologues ont trouvé pas loin de six bateaux y compris trois prames de 20 à 34 mètres de long. Les recherches ont démontré que le bois de construction provenait du Moyen-Rhin, ce qui suggère un long voyage. Il est possible qu'elles aient servi à transporter les pierres avec lesquelles le fort a été reconstruit.
Un de ces bateaux, une prame connue sous le nom de « Zwammerdam 6 », semble être le bateau-sœur d'une galère de transport trouvée 15 kilomètres en amont le "Woerden 7" qui fut découvert dans la rivière de l'ancien port de Lirium. Il ressemble aussi au "Mainz 6". Ce bateau est maintenant au musée de Ketelhaven et une reconstitution de la prame est exposée au Musée de l'Archéon.

## Vicus
Le canabae, - la colonie civile - est situé à l'Est et au Sud du castellum et relié par une voie en gravier.
On trouve dans le vicus des indices des femmes et des enfants des soldats, des agriculteurs, de commerçants et d'artisans.